# Colli Albani
Colli Albani är en station på Roms tunnelbanas Linea A. Stationen är uppkallad efter Largo dei Colli Albani, vilken i sin tur är uppkallad efter Colli Albani, Albanobergen på svenska.
Stationen Colli Albani har:
- Biljettautomater

## Kollektivtrafik
- Busshållplats för ATAC

## Omgivningar
- Via Tuscolana
- Via Appia
- Via Appia Nuova
- Parco regionale dell'Appia antica
- Scipionernas grav
- Porta San Sebastiano
- Getas grav
- Domine Quo Vadis
- Priscillas grav
- Sankt Calixtus katakomber
- Sankt Sebastians katakomber
- San Sebastiano fuori le Mura
- Domitillas katakomber
- Cecilia Metellas mausoleum
- San Nicola a Capo di Bove